# 中国康复医学会
中国康复医学会是中华人民共和国康复医学工作者组成的群众性学术团体，是中国科学技术协会主管的社会团体，原名中国康复医学研究会，1983年9月成立。